# Utricularia rigida
Utricularia rigida este o specie de plante carnivore din genul Utricularia, familia Lentibulariaceae, ordinul Lamiales, descrisă de Benj.. Conform Catalogue of Life specia Utricularia rigida nu are subspecii cunoscute.